# Hüseyin Aktaş
Hüseyin Aktaş (* 25. März 1941 in Erzincan; † 26. Juli 2012) war ein türkischer Marathonläufer.
1963 gewann er Bronze bei den Mittelmeerspielen, und 1966 kam er bei den Europameisterschaften in Budapest auf den 22. Platz.
Bei den Olympischen Spielen 1968 in Mexiko-Stadt belegte er den 25. Platz.
1969 wurde er mit seiner persönlichen Bestzeit von 2:16:44 h Fünfter beim Athen-Marathon und Elfter bei den Europameisterschaften in Athen. 1970 siegte er bei den Balkanspielen, und 1971 kam er bei den Europameisterschaften in Helsinki auf Platz 30 und holte Silber bei den Mittelmeerspielen.
Drei weitere Male gewann er bei den Balkanspielen: 1972, 1973 (gemeinsam mit seinem Landsmann İsmail Akçay) und 1976.
Bei den Olympischen Spielen 1976 in Montreal lief er auf Rang 37 ein.
1971 wurde er Türkischer Meister.
Seine Tochter Serap Aktaş war ebenfalls als Marathonläuferin erfolgreich.